# Parede celular
A parede celular é uma camada muito resistente, flexível e ocasionalmente rígida. Está presente em células vegetais, bactérias e fungos. As células animais não possuem parede celular. A parede celular envolve a membrana celular e fornece à célula suporte estrutural e proteção. Além disso, ela atua como filtro para a célula. Uma das principais funções da parede celular é atuar como vaso de pressão, evitando a Citólise (morte da célula) quando água entra na célula. A parede celular está presente em plantas, fungos, células procarióticas, mas não nas bactérias do gênero Mycoplasma.

## Parede celular das plantas

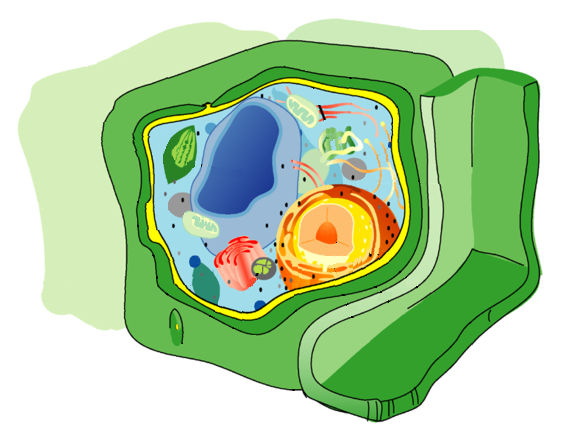
Diagrama de uma célula vegetal, com a parede celular destacada em verde.

A parede celular é um importante componente da célula vegetal, ela se localiza externamente à membrana plasmática e tem funções importantes para a célula, como de manutenção da forma celular, evitar ruptura da membrana plasmática, proteger a célula contra a entrada de patógenos, controlar também a entrada de água e outras substâncias dentro das células de forma seletiva e o transporte de substâncias entre células adjacentes, além de controlar também o crescimento celular.

### Composição e estrutura da parede celular
A parede celular das plantas (incluindo as plantas vasculares, os musgos e as algas verdes) é formada essencialmente por microfibrilas de celulose, essas microfibrilas estão imersas em uma matriz que contém hemiceluloses e pectinas que são por sua vez, compostos não-celulósicos. As primeiras camadas de miofibrilas formam a parede primária, que mantém a sua elasticidade permitindo que a célula possa crescer. Elas não apresentam uma direcção definida (ordenada) e encontram-se ligadas por ligações de hidrogênio, o que torna a estrutura mais flexível. Novas camadas de celulose podem ser depositadas dentro da parede primária gerando espessamento da parede, inclusive com impregnação de lignina. Após a formação desta, algumas plantas podem formar a parede secundária - com a qual as células não podem mais crescer. E geralmente são mortas em sua maturidade. Na parede secundária, as microfibrilas já se apresentam orientadas numa determinada direcção, conferindo maior rigidez à parede celular, é também importante lembrar que, uma vez que a parede primária se modifica em parede secundária, a mesma não retorna a sua forma inicial em hipótese alguma. A primeira, segunda e terceira camadas adicionais que formam a parede secundária são denominadas respectivamente S1, S2 e S3.  Existe ainda uma camada gelatinosa entre as paredes celulares das células vizinhas que as mantém ligadas. Esta camada, chamada lamela média é formada por fibras de celulose entrelaçadas por moléculas de pectinas e hemiceluloses.
Podemos encontrar também quantidades variáveis de outras substâncias orgânicas e inorgânicas na composição da parede celular, essas variações dependem do tipo de parede. Como substâncias orgânicas podemos destacar a lignina (como já citamos anteriormente), proteínas e lipídios, existem também algumas enzimas que contribuem para manutenção das propriedades da parede. E as substâncias inorgânicas são os cristais e sílica.
As paredes primária e secundária podem geralmente se diferenciar pela sua espessura, uma vez que, a parede secundária é mais espessa que a parede primária, isso acontece por conta da sua maior quantidade de camadas lignificadas, porém a parede primária é ainda mais espessa que a lamela média. Existem outras diferenças características entre essas duas paredes, por exemplo, a parede primária apresenta bastante pectina e um alto teor de água, já a parede secundária, tem hemicelulose e por possuir mais lignina, que é hidrofóbica, tem um menor teor de água, além disso não apresenta pectinas e glicoproteínas.

### Formação
Quando as células se dividem, têm de formar uma nova parede celular, para isso é necessário o surgimento da placa celular e esta se dá durante a telófase da mitose. Nesse momento, os microtúbulos se dispõem na periferia da célula, porém, mais posteriormente em outras fases, eles se encontrarão na região mais equatorial e isso será um fator importante para que a placa celular se forme. Forma-se também ao longo do eixo de divisão uma camada de microtúbulos, chamada fragmoplasto que ajuda na deposição das microfibrilas de celulose. São as vesículas de secreção, oriundas da rede tras-Golgi, que vão se fundir, e que serão acumuladas nas terminações dos microtúbulos, elas irão especificamente formar a placa celular, logo essa placa celular vai aumentando de tamanho até que a parede da célula-mãe seja dividida em duas partes, neste momento os microtúbulos dos fragmoplastos irão orientar as vesículas que restaram e a partir disso, elas se unirão originando a membrana plasmática de cada uma das que virão a ser células-filhas, posterior a isso, juntamente à placa celular ocorre a deposição de polissacarídeos de parede, o que dará origem a parede celular de ambas as células-filhas, essas células já terão formada parede primária e lamela média .

### Campos de pontuações
Células vizinhas comunicam entre si através de poros na parede celular chamados Pontuações, essas pontuações são atravessadas por filamentos citoplasmáticos chamados Plasmodesmos, que estabelecem uma  condução entre o protoplasma dessas células adjacentes. Estas ligações explicam como as infecções ou outras doenças se espalham rapidamente por todos os tecidos das plantas. Elas são formadas a partir de deposições diferentes de microfibrilas de celulose ao longo da parede primária, essas deposições ocorrem as vezes de forma "desigual", formando depressões que denominamos de campos de pontoação. 
De acordo com a deposição de parede secundária sobre a primária podemos denominar dois tipos diferentes de pontoações, as pontoações simples e as pontoações areoladas. As pontoações areoladas ocorrem quando a parede secundária sobrepõe a parede primária formando uma cavidade na pontoação, já nas pontoações simples, não ocorre deposição de parede secundária, logo, não existe a formação de uma cavidade na pontoação. 
A parede celular das plantas verdes é normalmente permeável aos fluidos, exceto quando impregnada com lignina ou suberina, nas plantas com crescimento secundário.
Uma diferença importante entre as células das algas verdes e as das Plantas é que, nas primeiras (com exceção das Charophyta), os microtúbulos alinham-se paralelamente ao plano da divisão celular  - formando o que se chama de ficoplasto - e nas Plantas (e nas Charophyta) esse alinhamento é perpendicular ao plano da divisão celular - 

## Parede celular das algas
Nos restantes grupos de seres vivos tradicionalmente considerados algas, a parede celular encontra-se normalmente presente e também formada por polissacarídeos, mas que podem ser de tipos diferentes da celulose.
Nas algas vermelhas as paredes celulares são formadas por um complexo de microfibrilhas dentro duma matriz mucilaginosa. Ágar e carragenina são as duas espécies de mucilagem típicas das algas vermelhas.
O ácido algínico (ou alginato) juntamente com celulose são os componentes típicos da parede celular das algas castanhas.
As diatomáceas têm as células protegidas por frústulas compostas por duas peças que se encaixam como os pratos duma caixa de Petri, formadas de sílica opalina, polimerizada.
Os dinoflagelados possuem um invólucro exterior (teca) formado por duas camadas membranosas, no meio das quais se encontra um complexo de vesículas achatadas que, nas formas "tecadas", contêm placas de celulose. Muitas espécies de dinoflagelados, no entanto, apresentam células "nuas" - sem uma verdadeira parede celular.

## Parede celular dos fungos
Essa parede não altera em nada as características dos fungos, serve para estimular e pressionar o fungo para florescer

## Parede celular das bactérias
A parede celular das bactérias é tipicamente composta por s (polímeros de polissacarídeos ligados a proteínas como a mureína, com funções protectoras).
Quando a parede exterior tem esta composição, a célula tinge de cor púrpura quando fixada com violeta-cristal, uma preparação conhecida como técnica de Gram - bactérias "Gram-positivas".
Outras bactérias possuem uma membrana externa, que se sobrepõe a uma fina camada de peptidioglicanos, essa membrana externa é formada por carboidratos, lípidos e proteínas. Estas bactérias não tingem de púrpura com o corante de Gram - "Gram-negativas".
Muitos antibióticos, incluindo a penicilina e seus derivados, agem inibindo o processo de síntese da parede celular bacteriana durante a divisão binária.
A parede celular bacteriana contém em algumas espécies infecciosas a endotoxina lipopolissacarídeo (LPS) uma substância que leva a reacção excessiva do sistema imunitário, podendo causar morte no hóspede devido a choque séptico.